# Mataparent apendiculat
El mataparent apendiculat (Butyriboletus appendiculatus), també anomenat cep apendiculat, és una espècie de mataparent del grup dels mataparents butiroides. Pertany a la família de les boletàcies, de l’ordre de les boletals. Espècie representativa del gènere i dels mataparents butiroides, es reconeix per créixer vora roures o faigs, els porus de l'esponja groc viu i que blavegen a la pressió, cama groga amb un reticle igualment groc i la carn també groga que blaveja suaument, especialment al barret

## Taxonomia
Va ser descrita com Boletus appendiculatus pel micòleg alemany Jacob Christian Schäffer
D. Arora i J.L. Frank descriuen el gènere Butyriboletus i combinen l'espècie a Butyriboletus appendiculatus

## Descripció

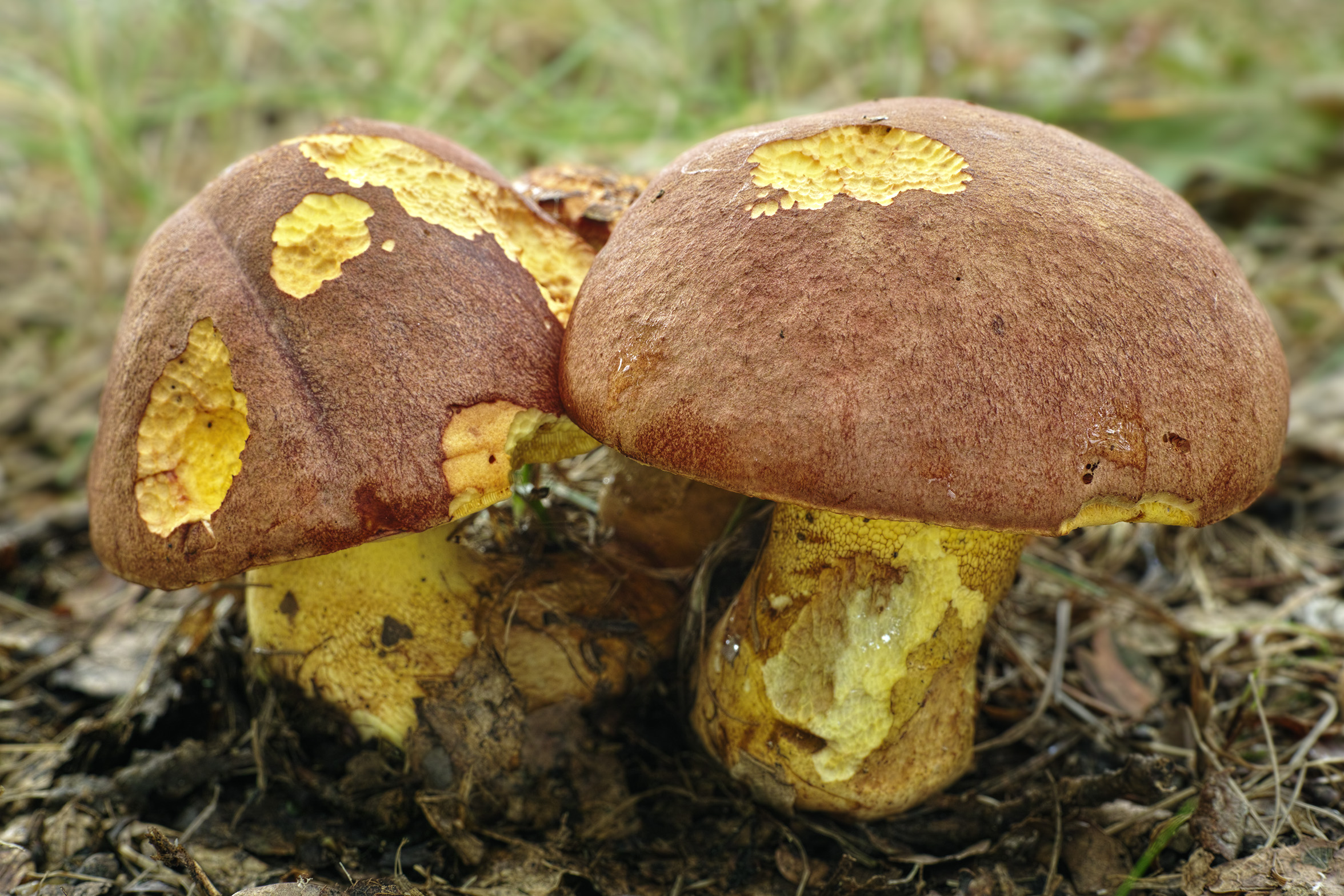
Mataparent apendiculat (Butyriboletus appendiculatus)

Bolet de solitari a cespitós; sovint molt gran, de fins a 20 cm de diàmetre; barret carnós; de convex a convex-aplanat; irregular; de bru a bru fosc; no blaveja al frec; superfície finament vellutada en el jove, ben aviat llisa o clivellada; de seca a lleugerament lubrificada en temps humit; marge excedent
Tubs de groc pàl·lid a grocs, groc olivacis en exemplars madurs; blavegen en tallar-los; porus molt fins; concolors als tubs; blavegen al frec.
Cama de cilíndrica a clavada, sovint radicant; a groga a groc ocràcia; variable, amb àrees més clares o més fosques, sovint la zona central vermellosa; la major part de la cama és coberta per un reticle groguenc o vermellós, més pàl·lid cap a la part apical; la superfície blaveja al frec.
Carn ferma; groguenca, de ocràcia a rosa o bru rosàcia al peu, bru vermellosa en les ferides; al tall, blaveja lleugerament al barret o part alta de la cama; olor suau, poc distintiu, lleugerament desagradable; al tast, agradable, dolcenc

## Distribució i hàbitat
Ocasional.
Pre, de final de primavera a l’estiu i principi de tardor; sobre sòls silicis i calcaris; preferències termòfiles i xeròfiles; de la muntanya mitjana fins a la muntanya mediterrània, en boscs assolellats; en boscs de planifolis, vora roures (roure reboll, roure de fulla petita, roure de fulla gran), castanyer i faig, també alzina, carrasca i surera.

## Comentaris
KOH + cutícula: de bru rosat a bru vermellós; FeSO4 + carn: groc viu.
Proper al mataparent subapendiculat (Butyriboletus subappendiculatus), te el barret de color més clar, els porus no blavegen al frec, o molt suaument, la carn blanquinosa i que no blaveja al tall, que prefereix boscos subalpins de coníferes, purs o mixtes, i la reacció amb KOH és vermell fosc, mentre amb FeSO4 és negativa. El mataparent de Fechtner (Butyriboletus fechtneri) te la superfície central de la cama tintada de roig. El mataparent dolç (alzinenc) (Hemileccinum impolitum), no presenta reticle sobre la cama i la carn no blaveja al tall.

## Comestibilitat
Comestible; apreciat.